# Натлачен, Марко
Марко Натлачен (словен. Marko Natlačen, сербохорв. Марко Натлачен; 24 апреля 1886 — 13 октября 1942) — югославский словенский политический деятель и коллаборационист. Бан (глава) Дравской бановины в 1935—1941 годах; после оккупации Югославии итальянцами — один из основателей Добровольческой антикоммунистической милиции. Убит в 1942 году партизаном-разведчиком Францем Стадлером. Известен как автор стихотворения «Bojni grom», которое стало основой для лозунга «србе на врбе».

## Биография

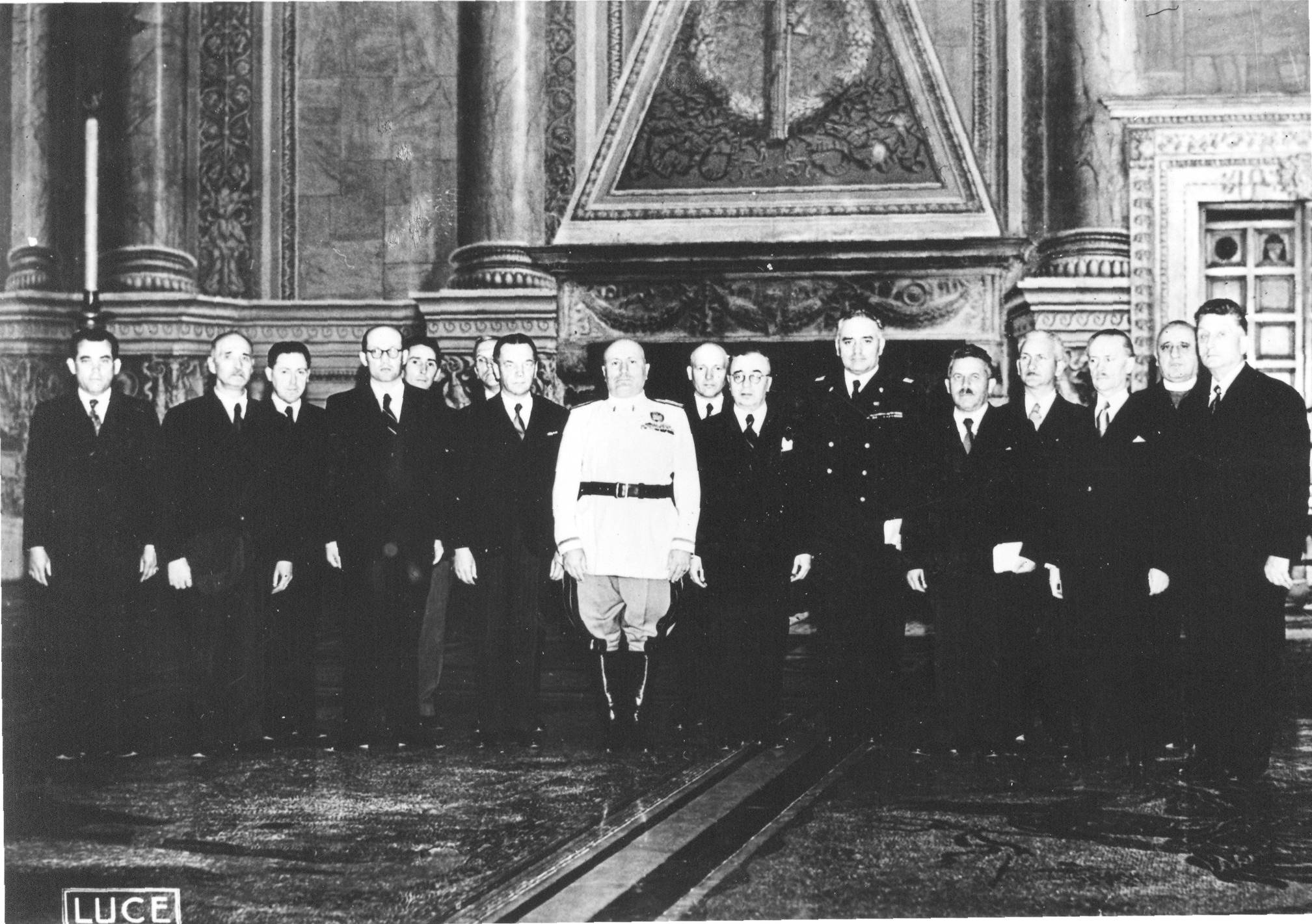
Встреча администрации провинции Любляна с Муссолини, Натлачен — пятый справа

Изучал право, в 1912 году получил высшее образование в Вене. Работал некоторое время в Любляне в качестве адвоката.
27 июля 1914 года в журнале «Slovenec» было опубликован стихотворение «Bojni grom» авторства Натлачена, посвящённое смерти эрцгерцога Фердинанда и носившее антисербский характер. В нём были следующие строки:

Из пушки вас поприветствуем, сербы;
Вам холодный дом поставим рядом с вербой...
Оригинальный текст (словенск.)
S kanoni vas pozdravimo, vi Srbi;
dom hladen vam postavimo ob vrbi...

На базе текста стихотворения появился лозунг «Србе на врбе», использовавшийся позже усташами и другими националистическими движениями сербофобского толка.
Член Словенской народной партии, позиционировал себя как антикоммунист. С 1935 года — бан Дравской бановины, занимавшей почти всю территорию современной Словении. После нападения Германии на Югославию основал Народный совет Словении (словен. Narodni svet za Slovenijo), который приветствовал ввод итальянских и немецких войск. 6 апреля 1941 года Натлачен вместе с градоначальником Любляны передал оккупационным войскам ключи от города. В одном из номеров журнала «Slovenec» даже было опубликовано письмо в поддержку Бенито Муссолини.
После оккупации Словении Натлачен вошёл в консультационный совет властей Провинции Любляна, а 8 июня 1941 года на встрече с Муссолини в Риме выразил полную поддержку дуче. По заявлению историка Йоже Ранта, к октябрю 1941 года Натлачен разочаровался в итальянской оккупационной администрации, выразив недовольство политикой в отношении словенцев со стороны властей, и подготовил документ под названием «Лондонские пункты» вместе с представителем Либеральной партии Албертом Крамером: в документе словенцы выступали за восстановление Королевства Югославия в обновлённом виде и выражали явную поддержку четникам, осуждая все иные движения (в том числе коммунистов). В то же время в 1942 году поддержал образование Добровольческой антикоммунистической милиции, действовавшей совместно с итальянскими войсками против коммунистических партизан (ядро составляли словенские четники).
13 октября 1942 года убит коммунистическим подпольщиком Францем Стадлером-Пепе, выдавшим себя за капеллана из Требне, у которого было важное письмо. В ответ на покушение оккупационными властями были расстреляны 24 взятых в заложники человека, поддерживавшие Освободительный фронт Словении. Похоронен на кладбище Жале в Любляне, после войны могила была вскрыта, а останки исчезли.
В октябре 2007 года была предпринята безуспешная попытка установить памятник Натлачену в родной деревне, которой воспротивилась общественность.